# Jurij Gagarin Űrhajóskiképző Központ
A Jurij Gagarin Űrhajóskiképző Központ (CPK) korábban szovjet, most főként orosz űrhajósok kiképzéséért felel. 1960. január 11-én hozták létre a Moszkva melletti Csillagvárosban. 1968-ban nevezték el Jurij Gagarinról. 2009-től az Orosz Szövetségi Űrügynökség irányítása alatt áll.

## Külső hivatkozások
- Jurij Gagarin Űrhajós Kiképző Központ honlapja